# Telatyn-Kolonia
Telatyn-Kolonia – część wsi Telatyn w Polsce, położona w województwie lubelskim, w powiecie tomaszowskim, w gminie Telatyn. Rozpościera się wzdłuż ul. św. Anny, na południowy wschód od centrum Telatyna.
W latach 1975–1998 wieś administracyjnie należała do województwa zamojskiego.
Wierni Kościoła rzymskokatolickiego należą do parafii św. Jana Chrzciciela w Rzeplinie.